# Renault Arkana
De Renault Arkana is een compacte cross-over SUV uit 2019 van het Franse automerk Renault. De naam is afgeleid van het Latijnse woord arcanum, wat geheim betekent.

## Ontwerp
De Arkana is met zijn naar achter aflopende daklijn de eerste coupé-SUV van Renault. Het interieur en het dashboard zijn grotendeels overgenomen uit de Captur.
Er bestaan twee varianten van de Arkana. De Russische versie is gebaseerd op het oudere B0-platform van de Dacia Duster/Renault Kaptur. De Europese versie is vrijwel identiek aan de Zuid-Koreaanse Renault Samsung XM3, die gebruik maakt van het meer geavanceerde CMF-B-platform van de tweede generatie Renault Captur.
Er zijn drie motorisaties beschikbaar voor de Europese versie: een 1,3 liter turbobenzinemotor van 140 of 160 pk en een E-Tech-hybride. Die laatste is een full hybrid, bestaande uit een 1,6 liter viercilindermotor met twee ondersteunende elektromotoren. Verder is de wagen voorzien van een zeventraps automatische versnellingsbak met dubbele koppeling.

## Productie en verkoop

### Rusland
De Arkana kende zijn debuut op het Autosalon van Moskou in 2018 als conceptwagen. Deze Russische versie van de Arkana, die sinds mei 2019 beschikbaar is op de Russische markt, wordt gebouwd door Renault Rusland in Moskou. De wagen heeft een coupé-achtig ontwerp en is gebaseerd op een herziene variant van het Renault B0-platform dat gebruikt wordt voor modellen als de Captur en de Duster.
| Type        | Motor     | Motor           | Motor         | Overbrenging                    | Aandrijving         | Jaartal |
| Type        | Inhoud    | Type            | Vermogen      | Overbrenging                    | Aandrijving         | Jaartal |
| ----------- | --------- | --------------- | ------------- | ------------------------------- | ------------------- | ------- |
| TCe 150     | 1.332 cm³ | turbo 4-in-lijn | 110 kW/150 pk | X-Tronic CVT                    | voorwielaandrijving | 2019-   |
| TCe 150 4x4 | 1.332 cm³ | turbo 4-in-lijn | 110 kW/150 pk | X-Tronic CVT                    | vierwielaandrijving | 2019-   |
| 1.6         | 1.598 cm³ | 4-in-lijn       | 84 kW/114 pk  | manuele vijfbak of X-Tronic CVT | voorwielaandrijving | 2019-   |
| 1.6 4x4     | 1.598 cm³ | 4-in-lijn       | 84 kW/114 pk  | manuele zesbak                  | vierwielaandrijving | 2019-   |

### Zuid-Korea
De Renault Samsung XM3 is de Zuid-Koreaanse tegenhanger van de Russische Arkana. De wagen werd door Renault Samsung Motors in 2019 op het Autosalon van Seoul voorgesteld als de XM3 Inspire conceptwagen. De belangrijkste verschillen met de Arkana zijn een hertekend radiatorrooster en andere wielen en bumpers. Deze versie is gebaseerd op het modulaire CMF-B-platform dat ook gebruikt wordt voor de tweede generatie van de Renault Captur. In tegenstelling tot de Russische Arkana is de XM3 alleen verkrijgbaar met voorwielaandrijving.

### Europa
In september 2020 kondigde Renault aan dat de Zuid-Koreaanse Samsung XM3 in 2021 op de West- en Centraal-Europese markten wordt gelanceerd als de Renault Arkana. De Renault ARKANA wordt naast de XM3 van Renault Samsung Motors gebouwd in de fabriek van Busan (Zuid-Korea).
In voormalige Joegoslavische landen wordt de auto geïntroduceerd als de Renault Mégane Conquest om een negatieve connotatie te vermijden met "Arkan", het pseudoniem van de Servische politicus Željko Ražnatović die beschuldigd werd van talrijke oorlogsmisdaden.
| Type              | Motor     | Motor                    | Motor         | Overbrenging     | Aandrijving         | Jaartal |
| Type              | Inhoud    | Type                     | Vermogen      | Overbrenging     | Aandrijving         | Jaartal |
| ----------------- | --------- | ------------------------ | ------------- | ---------------- | ------------------- | ------- |
| TCe 140           | 1.332 cm³ | turbo 4-in-lijn          | 103 kW/140 pk | 7-traps automaat | voorwielaandrijving | 2021-   |
| TCe 160           | 1.332 cm³ | turbo 4-in-lijn          | 116 kW/158 pk | 7-traps automaat | voorwielaandrijving | 2021-   |
| E-TECH Hybrid 145 | 1.598 cm³ | 4-in-lijn + elektromotor | 105 kW/143 pk | multi-mode       | voorwielaandrijving | 2021-   |

In productie:
5 E-Tech · 
Arkana · 
Austral · 
Captur · 
Clio · 
Espace · 
Kadjar · 
Kangoo · 
Koleos · 
Master · 
Mégane · 
Mégane E-Tech · 
Rafale · 
Scenic E-Tech · 
Symbioz · 
Symbol · 
Trafic · 
Twingo · 
Twingo Electric · 
Zoe

Uit productie:
3 · 
4 · 
5 · 
6 · 
7 · 
8 · 
9 · 
10 · 
11 · 
12 · 
14 · 
15 · 
16 · 
17 · 
18 · 
19 · 
20 · 
21 · 
25 · 
30 · 
2CV · 
4CV · 
Avantime · 
Caravelle · 
Dauphine · 
Domaine · 
Estafette ·
Express · 
Floride · 
Fluence ·
Frégate · 
Fuego · 
Juvaquatre ·
Laguna · 
Latitude · 
Modus · 
Nervastella · 
Novaquatre · 
Ondine · 
Prairie · 
Primaquatre · 
Rodeo · 
Safrane · 
Savanne · 
Scénic · 
Spider · 
Talisman · 
Thalia · 
Twizy · 
Vel Satis · 
Vivasport · 
Vivastella · 
Wind